# Fleur Maxwell

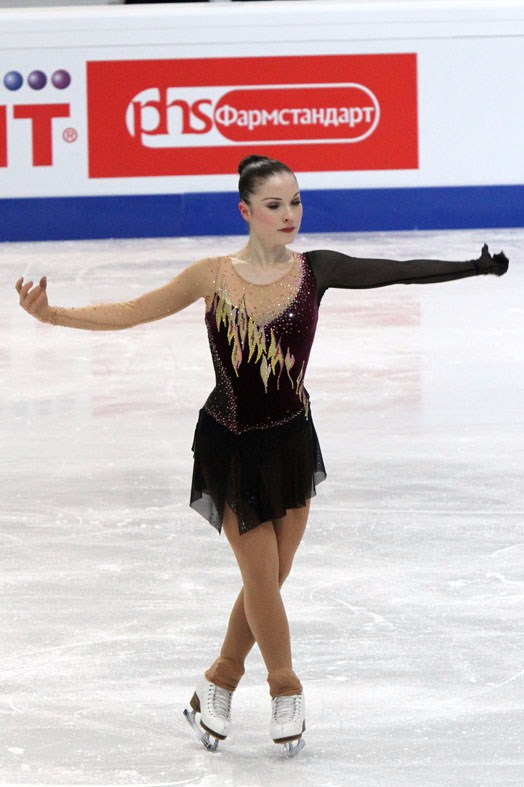
Fleur Maxwell, EK 2011

Fleur Maxwell (Dudelange, 5 augustus 1988) is een Luxemburgse kunstschaatsster.
Maxwell is actief als individuele kunstschaatsster. Ze was de enige deelnemer namens Luxemburg op de Winterspelen van Turijn. Maxwell heeft drie seizoenen, 2007-2009, niet deelgenomen aan de internationale toernooien. In het seizoen 2009/10 keerde ze terug in het deelnemersveld.

## Persoonlijke records
| records             | punten | datum      | toernooi |
| ------------------- | ------ | ---------- | -------- |
| Hoogste totaalscore | 137.76 | 29-01-2016 | EK       |
| Hoogste korte kür   | 051.36 | 29-01-2015 | EK       |
| Hoogste lange kür   | 091.21 | 29-01-2016 | EK       |

## Belangrijke resultaten
| Kampioenschap           | 00/01 | 01/02 | 02/03 | 03/04  | 04/05 | 05/06 |     | 09/10 | 10/11     | 11/12 | 12/13 | 13/14 | 14/15 | 15/16 |
| ----------------------- | ----- | ----- | ----- | ------ | ----- | ----- | --- | ----- | --------- | ----- | ----- | ----- | ----- | ----- |
| Olympische Spelen       |       |       |       |        |       | 24e   |     |       |           |       |       |       |       |       |
| Wereldkampioenschap     |       |       |       |        | 29e   |       | 33e |       | kw. (19e) |       |       |       |       |       |
| Europees kampioenschap  |       |       |       |        | 14e   | 25e   | 34e | 22e   | 25e       | 24e   | 33e   | 20e   | 18e   |       |
| Nationaal kampioenschap |       |       |       | Zilver | Goud  |       |     |       |           |       | Goud  | Goud  |       |       |
| WK junioren             |       |       | 32e   | 18e    |       |       |     |       |           |       |       |       |       |       |
| NK junioren             | n     | n     | j     |        |       |       |     |       |           |       |       |       |       |       |

n = novice, j = junioren